# Tricholomopsis alborufescens
Tricholomopsis alborufescens ist eine Pilzart aus der Familie der Fadenkeulchenverwandten, wurde erst im Jahr 2020 aus Frankreich beschrieben und gehört zu dem Artenaggregat rund um den Purpurfilzigen Holzritterling. Auffallend sind die jung für die Gattung sehr blassen Fruchtkörper auffällig, die sehr groß und stämmig sein können. Die nachfolgende Beschreibung erfolgt anhand der Originalbeschreibung.

## Merkmale

### Makroskopie
Der jung weiße bis weiß-gelbliche Hut hat eine frottéartig bis fein schuppige Oberfläche, gilbt im Laufe der Entwicklung, um schließlich auch Rottöne zu zeigen und so im Alter angedrückte rote Schuppen auf gelbem Grund zu bilden. Der Hut erreicht einen Durchmesser von 25 cm und hat einen lange eingerollten Rand.
Die breiten Lamellen sind weißlich bis blass zitronengelblich, die fein gesägte Schneide rötet im Alter.
Der robuste Stiel erreicht einen Durchmesser von bis zu 8 cm, ist zunächst rein weiß, gilbt jedoch im Laufe der Fruchtkörperentwicklung und zeigt schließlich rote Schüppchen auf gelbem Grund.
Das Fleisch ist weiß, hat einen unbedeutenden Geruch und schmeckt schwach bitterlich.

### Mikroskopie
Die glatten, farblos-hyalinen, inamyloiden Sporen sind ellipsoid bis zylindrisch geformt, messen (6,2) 7,3–9,8 × (4,4) 4,6–5,5 (6,1) µm, der Länge-Breite-Quotient beträgt (1,3) 1,5–1,8 (2,2)
Die Basidien sind viersporig und haben eine Basalschnalle.
Die Lamellenschneide ist steril und ist dicht mit 70–150 × 12–20 µm großen, meist fusiformen Cheilozystiden besetzt.
Die Hutdeckschicht besteht aus Hyphen, deren Zellen langgestreckt sind und 50–100 × 9–15 (20) µm groß werden und die ein unauffälliges, inkrustrierendes Pigment, welches zebrartige Muster auf den Zellen erzeugt, aufweisen können.

## Artabgrenzung
Der kräftige und stämmige Fruchtkörper erreicht Dimensionen, die in Europa bislang nur vom Purpurfilzigen Holzritterling bekannt sind. Die jungen Fruchtkörper können jedoch durch deren rein weißen Stiele und den dann noch schuppenfreien, blassen, weißen bis gelbweißen Hut innerhalb der Gattung der Holzritterlinge nicht verwechselt werden. Alte Fruchtkörper, deren Hüte deutlich rotschuppig auf gelbem Grund sind und so dem Purpurfilzigen Holzritterling entsprechen können, lassen sich mit Hilfe des Mikroskops anhand der deutlich länglicheren Sporen erkennen. Genetisch lässt sich Tricholomopsis alburufescens leicht über die Sequenz der ITS-Region erkennen.
Aufgrund der ritterlingsartigen Fruchtkörper sind Verwechslungen mit gilbenden Vertretern der Gattung der Ritterlinge möglich, so beispielsweise mit Tricholoma sulphurescens, die jedoch durch den scharfen Geschmack und unangenehm fruchtigen Geruch bereits im Feld unterscheidbar ist.
Äußerlich ähnlich kann auch Pogonoloma macrocephalum sein, das sich aber unter anderem durch dessen amyloiden Sporen leicht unterscheiden lässt.

## Ökologie und Phänologie
Die zwei bislang bekannten Aufsammlungen wuchsen auf Totholz der See-Kiefer. Beide Kollektionen stammen von Ende Oktober (in zwei aufeinander folgenden Jahren).

## Verbreitung
Tricholomopsis alborufescens ist bislang nur aus Frankreich aus dem Département Finistère bekannt.